# Alvinocarididae
Alvinocarididae Christoffersen in 1986 é uma família de camarões, originalmente descrita por M. L. Christoffersen em 1986 a partir de amostras recolhidas pelo DSV Alvin, do qual o seu nome foi derivado. Os camarões da família Alvinocarididae habitam em geral campos hidrotermais de grande profundidade e em áreas onde haja emanação fria de hidrocarbonetos a partir dos fundos marinhos. As espécies pertencentes a esta família apresentam pigmentos carotenoides nos seu corpos.
A família Alvinocarididae compreende pelo menos 7 géneros extantes.

## Taxonomia
- Género Alvinocaris
  - Alvinocaris alexander Ahyong, 2009 – Oceano Pacífico Sul, Dorsal de Kermadec, monte submarino Rumble V (em profundidades entre 367 m e 520 m) e na Brothers Caldera (em campos hidrotermais a profundidades de 1196 m a 1346 m). A. alexander é muito semelhante a A. williamsi, espécie encontrada no Campo Hidrotermal Menez Gwen nos Açores;[1]
  - Alvinocaris brevitelsonis Kikuchi & Hashimoto, 2000 – Região ocidental do Oceano Pacífico, região central da Fossa Oceânica de Okinawa 28° 23,35′ N, 127° 38,38′ L, a uma profundidade de 705 m;[2]
  - Alvinocaris dissimilis Komai & Segonzac, 2005 – Região ocidental do Oceano Pacífico, região central da Fossa Oceânica de Okinawa; reconhecido como um dos parátipos de A. brevitelsonis;[2]
  - Alvinocaris komaii Zelnio & Hourdez, 2009 – Região ocidental do Oceano Pacífico e zona leste do Lau Spreading Centre, em fontes hidrotermais situadas a profundidades de 1880 a 2720 m. A. komaii é comum entre colónias dos mexilhões quimioautotróficos Bathymodiolus brevior;[3]
  - Alvinocaris longirostris Kikuchi & Ohta, 1995 – Região ocidental do Oceano Pacífico, região central da Fossa Oceânica de Okinawa, Iheya Ridge, Campo Hidrotermal Clam e Campo Hidrotermal Pyramid, zonas de emanação fria da Baía de Sagami, montes submarinos da da Dorsal de Kermadec ao largo da Nova Zelândia. A localidade tipo do taxon é o Campo Hidrotermal Clam;[2]
  - Alvinocaris lusca Williams & Chace, 1982 – Região oriental do Oceano Pacífico, Dorsal dos Galápagos e fontes hidrotermais do East Pacific Rise entre 9° N e 13º N, a profundidades de 2450 a 2600 m. A localidade tipo é a Dorsal dos Galápagos. A. lusca é a única espécie deste género conhecida no Pacífico leste[2]
  - Alvinocaris markensis Williams, 1988 – Oceano Atlântico Norte, Campo Hidrotermal Snake Pit, Campo Hidrotermal TAG, Campo Hidrotermal Logatchev, Campo Hidrotermal Broken Spur, todos na Dorsal Médio-Atlântica (MAR). Localidade tipo: Campo Hidrotermal Snake Pit;[2]
  - Alvinocaris methanophila Komai, Shank & Van Dover, 2005 – Noroeste do Oceano Atlântico, Diapiro de Blake Ridge 32° 29,623′ N, 76° 11,467′ O, a uma profundidade de 2155 m; semelhante a A. muricola; aparece associada a bancos de mexilhões;[2]
  - Alvinocaris muricola Williams, 1988 – em emanações frias no Golfo da Guiné e possivelmente no Blake Ridge e no Prisma de Acreção dos Barbados. Localidade tipo: Golfo do México, escarpamento da Flórida ocidental, colhido em emanações salinas frias 26° 01′ N, 84° 54,61′ O, a uma profundidade de 3277 m;[2]
  - Alvinocaris niwa Webber, 2004 – Brothers Caldera e Monte Submarino Rumble V, sul da Dorsal de Kermadec. Localidade tipo: Brothers Caldera;[2]
  - Alvinocaris stactophila Williams 1988 – Golfo do México, emanações frias de hidrocarbonetos de Bush Hill 27° 46,94′ N, 91° 30,34′ O, a uma profundidade de 534 m;[2]
  - Alvinocaris williamsi Shank & Martin, 2003 – Oceano Atlântico Norte, Dorsal Médio-Atlântica, Campo Hidrotermal Menez Gwen 37° 50,5′ N, 31° 31,3′ O, a uma profundidade de 850 m.[2]
- Género Chorocaris
  - Chorocaris chacei Williams & Rona, 1986 – Oceano Atlântico Norte, Dorsal Médio-Atlântica, Campo Hidrotermal Snake Pit, Campo Hidrotermal TAG, Campo Hidrotermal Lucky Strike e Campo Hidrotermal Logatchev. Localidade tipo: Campo Hidrotermal TAG, a profundidades de 3620 a 3650 m;[2]
  - Chorocaris paulexa Martin & Shank, 2005 – Oceano Pacífico Sul, sul do East Pacific Rise, Campo Hidrotermal Rapa Nui Homer 17° 37,22′ S, 113° 15,123′ O. Ocorre em largo número em fontes hidrotermais do tipo black smokers;[2]
  - Chorocaris vandoverae Martin & Hessler, 1990 – Oceano Pacífico, bacia do Arco das Marianas. Localidade tipo: Bacia das Marianas, Campo Hidrotermal Alice Springs 18° 12,599′ N, 144° 42,431′ L, a uma profundidade de 3640 m. C. vandoverae é frequentemente encontrado com mexilhões e com moluscos do género Alviniconcha.[2]
- Género Mirocaris
  - Mirocaris fortunata Martin & Christiansen, 1995 – Oceano Atlântico Norte, MAR, Campo Hidrotermal Logatchev, Campo Hidrotermal TAG, Campo Hidrotermal Broken Spur, Campo Hidrotermal Rainbow, Campo Hidrotermal Snake Pit, Campo Hidrotermal Lucky Strike e Campo Hidrotermal Menez Gwen. A localidade tipo é o Campo Hidrotermal Lucky Strike, nos Açores 37° 17′ N, 32° 16′ O, a uma profundidade de 1624 m. M. fortunata é o camarão alvinocardídeo com a distribuição geográfica mais alargada. Constitui a população dominante nas paredes e bases das chaminés hidrotermais nos campo hidrotermais mais a sul da sua área de distribuição (Broken Spur, Rainbow, Lucky Strike e Menez Gwen).[2]
- Género Nautilocaris
  - Nautilocaris saintlaurentae Komai & Segonzac, 2004 – Bacia Norte das Fiji, Campo Hidrotermal White Lady 16° 59,5′ S, 173° 55,47′ L, a uma profundidade de 2000 m; a espécie é morfologicamente intermédia entre os géneros Mirocaris e Alvinocaris.[2]
- Género Opaepele
  - Opaepele loihi Williams & Dobbs, 1995 – Oceano Pacífico, Monte Submarino Loihi, 18° 55′ N, 155° 16′ O, a uma profundidade de 980 m.[2]
- Género Rimicaris
  - Rimicaris exoculata Williams & Rona, 1986 – Oceano Atlântico Norte, Campo Hidrotermal Snake Pit, Campo Hidrotermal TAG, Campo Hidrotermal Broken Spur, Campo Hidrotermal Lucky Strike, Campo Hidrotermal Logatchev e Campo Hidrotermal Rainbow, a profundidades de 1700 a 3650 m. Localidade tipo: Campo Hidrotermal TAG 26° 08,3′ N, 44° 49,6′ O, a profundidades de 3620 a 3650 m. R. exoculata é a espécie mais estudada do grupo, ocorrendo em cardumes activos que podem atingir uma densidade de 2500 indivíduos por metro quadrado. Ocorre nas paredes de chaminés de fontes hidrotermais com temperaturas de 15 °C a 30 °C;[2][4]
  - Rimicaris kairei Watabe & Hashimoto, 2002 – Oceano Índico, Dorsal Central do Índico, Campo Hidrotermal Kairei 25° 19,16′ S, 70° 02,4′ L, a uma profundidade de 2424 m; também encontrada no Campo Hidrotermal Edmonds, 160 km a NNW do Campo Hidrotermal Kairei.[2]
- Género Shinkaicaris
  - Rimicaris hybisiae Connelly, D. P. et al., 2012 - Mar do Caribe, Fossa Cayman, Von Damm Vent Field 18° 22,66′ N, 81° 47,83′ O e Beebe Vent Field 18° 32,8′ N, 81° 43,1′ O , com mais de 2.000 indivíduos por metro quadrado e pelo menos 140 °C.[5]
  - Shinkaicaris leurokolos Kikuchi & Hashimoto, 2000 – Região oeste do Oceano Pacífico, zona central da Fossa Oceânica de Okinawa, Campo Hidrotermal Minami-Ensei Knoll 28° 23,35′ N, 127° 38,38′ L, a uma profundidade de 705 m.[2]